# 1770-е годы в театре
1770-е годы в театре

## Яркие постановки
1775 год — премьера пьесы Бомарше «Севильский цирюльник» в театре «Комеди Франсэз».

## Знаменательные события
- 1771 — антрепренёр Иоганн Христиан Везер получил для своего театра королевскую привилегию играть по всей Силезии.
- 19 (30) января 1777 года открывает свой первый театральный сезон драматический театр в городе Калуге, созданный при непосредственном участии графа Михаила Кречетникова.
- 1777 год — в Санкт-Петербурге немецкой труппой под руководством Карла Книпера создан Театр Карла Книпера

## Персоналии

### Родились
- 20 апреля (1 мая) 1773 года родился Фёдор Фёдорович Кокошкин — русский театральный деятель, драматург, переводчик пьес; первый директор московской труппы императорских театров.
- 24 апреля 1777 года родился князь Александр Александрович Шаховской — русский драматург и театральный деятель.

### Скончались
- 20 января 1779 года в Лондоне — Дэвид Гаррик, английский актёр, драматург, директор театра Друри-Лейн.
- 22 апреля 1772 года в Париже — Мадам Фавар, французская оперная певица, актриса, танцовщица и драматург, супруга Шарля Фавара (род. в 1727).